# Nyoria Husainpur
Nyoria Husainpur – miasto w północnych Indiach w stanie Uttar Pradesh, na Nizinie Hindustańskiej.
Populacja miasta w 2001 roku wynosiła 19 782 mieszkańców.